# Sperry (Oklahoma)
Sperry é uma cidade  localizada no estado norte-americano de Oklahoma, no Condado de Tulsa.

## Demografia
Segundo o censo norte-americano de 2000, a sua população era de 981 habitantes.
Em 2006, foi estimada uma população de 1026, um aumento de 45 (4.6%).

## Geografia
De acordo com o United States Census Bureau tem uma área de
2,3 km², dos quais 2,3 km² cobertos por terra e 0,0 km² cobertos por água. Sperry localiza-se a aproximadamente 190 m acima do nível do mar.

## Localidades na vizinhança
O diagrama seguinte representa as localidades num raio de 20 km ao redor de Sperry.